# Imphy
Imphy est une commune française, située dans le département de la Nièvre et de la région Bourgogne-Franche-Comté. Ses habitants sont appelés les Imphycois ou les Imphycoises.
Elle est connue notamment pour ses aciéries renommées pour leurs aciers spéciaux qui ont servi notamment pour l'un des pieds de la tour Eiffel en 1889.
Elle est également renommée pour son orchestre d'harmonie.

## Géographie

### Localisation
Située à environ 12 km au sud-est de Nevers, Imphy est un chef-lieu de canton du sud-ouest du département de la Nièvre. Imphy est située sur la rive droite de la Loire, à l'embouchure de l'Ixeure.
La commune fait partie de la communauté de communes du Sud Nivernais, qui regroupe 20 communes.

### Relief et géologie
La commune Imphy se situe sur le plateau nivernais à une altitude moyenne de 209 m. L'altitude minimum et maximum sont respectivement de 176 et 262 mètres. La superficie d'Imphy est de 16,62 km2 soit 1662 hectares.

### Hydrographie
Le territoire de la commune est traversé par la Loire et l'Ixeure, affluent de la Loire.

### Climat
Pour des articles plus généraux, voir Climat de la Bourgogne-Franche-Comté et Climat de la Nièvre.
En 2010, le climat de la commune est de type climat océanique dégradé des plaines du Centre et du Nord, selon une étude du Centre national de la recherche scientifique s'appuyant sur une série de données couvrant la période 1971-2000. En 2020, Météo-France publie une typologie des climats de la France métropolitaine dans laquelle la commune est exposée à un climat océanique altéré et est dans la région climatique  Centre et contreforts nord du Massif Central, caractérisée par un air sec en été et un bon ensoleillement. 
Pour la période 1971-2000, la température annuelle moyenne est de 11,1 °C, avec une amplitude thermique annuelle de 15,9 °C. Le cumul annuel moyen de précipitations est de 840 mm, avec 12,1 jours de précipitations en janvier et 7,7 jours en juillet. Pour la période 1991-2020, la température moyenne annuelle observée sur la station météorologique de Météo-France la plus proche, « Varennes-boulor », sur la commune de Varennes-Vauzelles à 13 km à vol d'oiseau, est de 11,9 °C et le cumul annuel moyen de précipitations est de 854,7 mm. 
La température maximale relevée sur cette station est de 41,8 °C, atteinte le 10 août 2003 ; la température minimale est de −13,8 °C, atteinte le 1er mars 2005,,. 
Les paramètres climatiques de la commune ont été estimés pour le milieu du siècle (2041-2070) selon différents scénarios d'émission de gaz à effet de serre à partir des nouvelles projections climatiques de référence DRIAS-2020. Ils sont consultables sur un site dédié publié par Météo-France en novembre 2022.

### Voies de communications et transports
- La commune dispose d'une gare ferroviaire et est desservie par les TER Bourgogne-Franche-Comté reliant notamment Dijon-Ville, Decize et Nevers.
- Imphy est située en bordure de la route départementale 981 reliant Nevers à Decize. Le trafic quotidien est estimé à environ 10 000 véhicules[10].
- La commune est desservie par la ligne régulière de car (ligne 503) reliant Nevers-Gare à Imphy-Collège Aragon[11].

## Urbanisme

### Typologie
Au 1er janvier 2024, Imphy est catégorisée bourg rural, selon la nouvelle grille communale de densité à sept niveaux définie par l'Insee en 2022.
Elle appartient à l'unité urbaine d'Imphy, une unité urbaine monocommunale constituant une ville isolée,. Par ailleurs la commune fait partie de l'aire d'attraction de Nevers, dont elle est une commune de la couronne,. Cette aire, qui regroupe 93 communes, est catégorisée dans les aires de 50 000 à moins de 200 000 habitants,.

### Occupation des sols
L'occupation des sols de la commune, telle qu'elle ressort de la base de données européenne d’occupation biophysique des sols Corine Land Cover (CLC), est marquée par l'importance des territoires agricoles (50,2 % en 2018), une proportion sensiblement équivalente à celle de 1990 (50,9 %). La répartition détaillée en 2018 est la suivante : prairies (37,8 %), forêts (31,2 %), terres arables (12,4 %), zones urbanisées (11,7 %), eaux continentales (3,7 %), zones industrielles ou commerciales et réseaux de communication (3,1 %). L'évolution de l’occupation des sols de la commune et de ses infrastructures peut être observée sur les différentes représentations cartographiques du territoire : la carte de Cassini (XVIIIe siècle), la carte d'état-major (1820-1866) et les cartes ou photos aériennes de l'IGN pour la période actuelle (1950 à aujourd'hui).

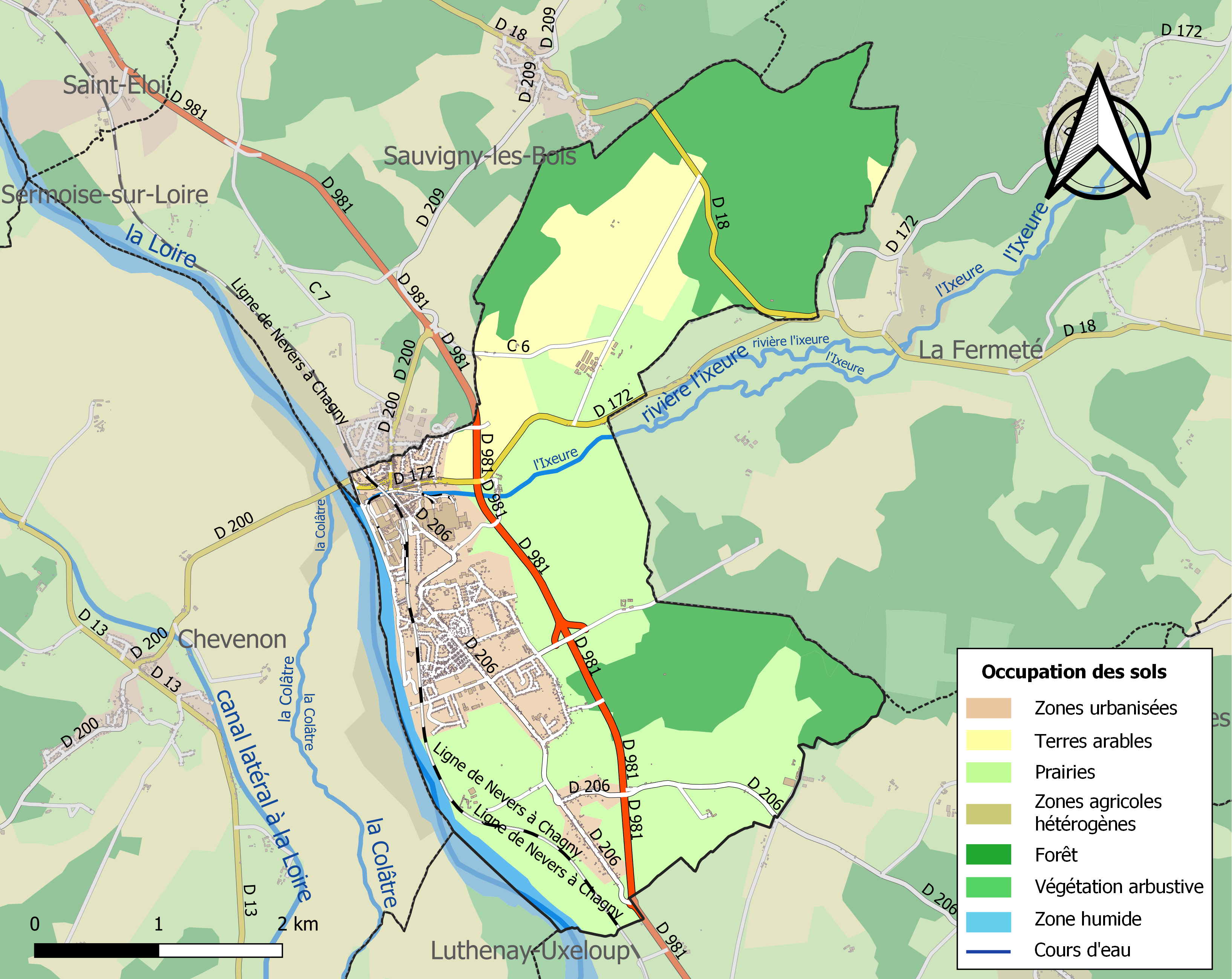
Carte des infrastructures et de l'occupation des sols de la commune en 2018 (CLC).

## Histoire

### Imphy autrefois
En 887 Imphy s’appelait Amfiaco, en 1121 Amphéium, en 1287 Emphiacum, en 1400  Amphy en 1478 Ymphiacum et en 1491 Ymphi. C’était un fief dépendant de la châtellerie de Nevers et longtemps uni à celui de Prye. Henri-Albert, le père de la reine de Pologne Marie-Casimire de la Grange d’Arquian, était seigneur d’Imphy.
L’emplacement d’Imphy a certainement été occupé dès le Paléolithique. Il semble qu’une tribu gauloise aurait vécu à l’endroit où l’Ixeure se jette dans la Loire.
En 1857, un important trésor de monnaies carolingiennes est découvert sur le territoire de la commune. Le Trésor d'Imphy se composait d'une centaine de deniers d'argent.

### La vie à Imphy à cette époque
En 1835, on compte 500 habitants. Une brigade de gendarmes à pied est créée en 1856.
Depuis 1857, on célèbre la Saint-Paul, le dernier week-end de juin en l’honneur du directeur de l’époque Paul Delaville et de la nouvelle machine à vapeur.
L’abattoir (actuellement la Maison des Jeunes) commence son activité en août 1898.
Vers 1900, la localité est divisée en deux parties distinctes : le « Bourg » avec 200 habitants  et la « Forge » 1 700. Seule l’usine est dotée de l’électricité. Une convention est signée en 1907 avec la commune pour l’éclairage des rues. Le téléphone fait son apparition en 1908.
C’est un bac qui assure le passage de la Loire entre Imphy et Chevenon. Le premier pont sera construit en 1907.
Une activité importante est concentrée à la Forge à proximité de l’usine avec une cinquantaine de commerçants et artisans. Construction des « casernes » seule cité ouvrière constituée de bâtiments : « les Cours »,  petits logements de 2 ou 3 pièces, où vivaient plusieurs dizaines de familles.

### Pendant la guerre 1914-1918
Fort de ses nouvelles machines et installations, l’usine appartenant à la Société de Commentry, Fourchambault et Decazeville fabrique pour le ministère de la Guerre des blindages de pièces moulées pour autocanons, et des obus. L’atelier des Ressorts fabrique des lance-grenades tels que « la Sauterelle », inventée par le capitaine d'artillerie André Broca. C’est à cette époque que des femmes furent recrutées pour remplacer les hommes partis au front. Des contingents de Portugais, Grecs, Polonais et Chinois arrivèrent à Imphy et des baraquements furent construits autour de l’usine. Constructions importantes de logements pour accueillir tout le monde : la Cité de la Gare, les cantines, les Petits Champs. L’effectif est passé de 800 à 2 100 ouvriers.

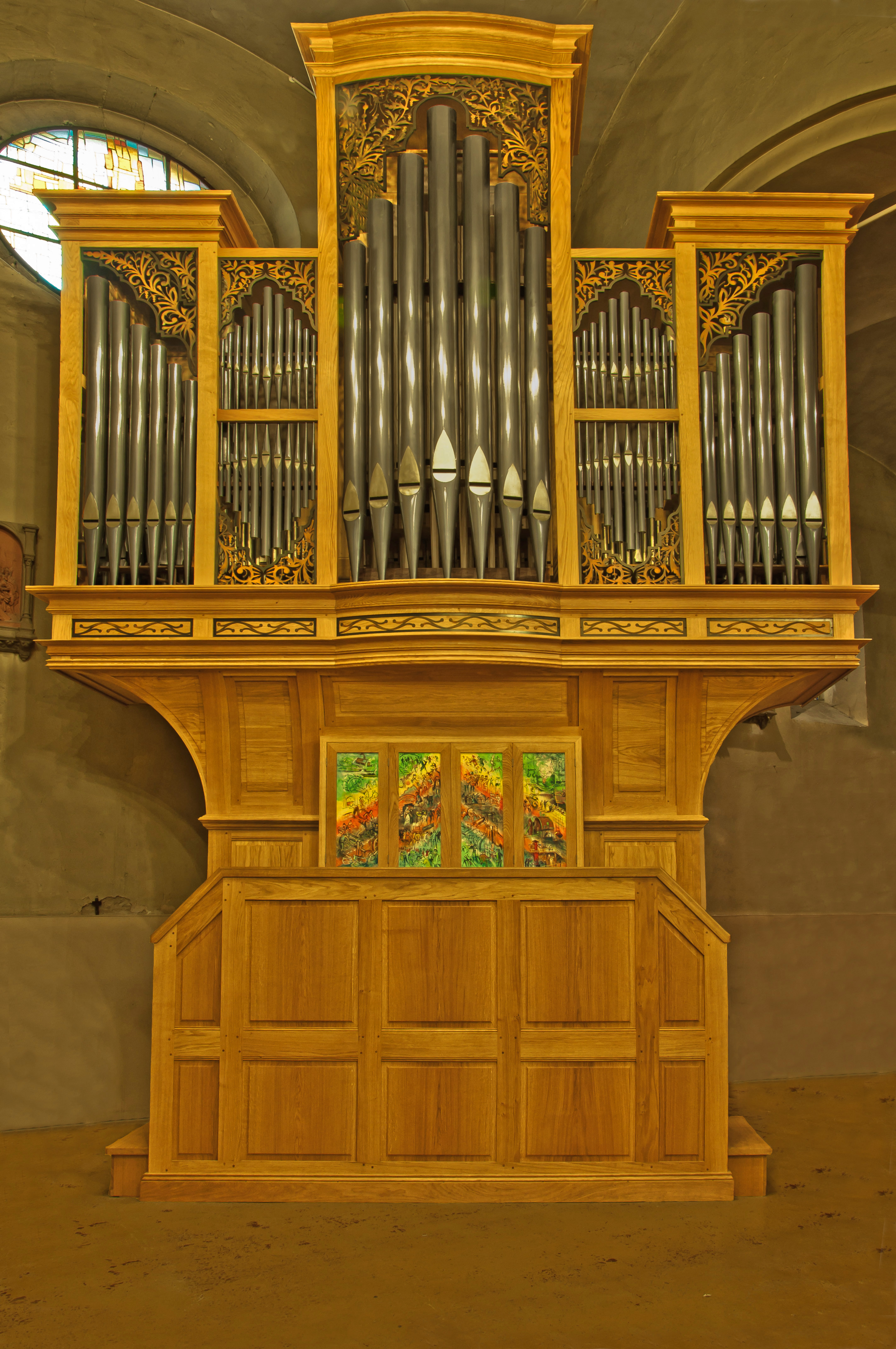
Orgue de l'église d'Imphy.

### L'église d'Imphy
D’abord simple chapelle bâtie vers le IIIe siècle, l’église de style roman est érigée en paroisse en 1130. Un cimetière l’entourait, les curés étaient enterrés derrière la plus ancienne maison (actuellement l’UTAMS). Elle se compose d’un chœur à fond plat, d’un transept et d’une nef. Le clocher quant à lui a été construit au XIXe siècle en respectant l’harmonie de l’édifice. Elle fut restaurée en 1857. En 1988, la municipalité lui a redonné une nouvelle jeunesse.
En 2008 : construction d’un orgue majestueux, la ville assure la maitrise d’ouvrage, le maître d’œuvre est Éric Brottier, le facteur d’orgue Jean Daldosso.
Antoine Paneda peintre local a réalisé les fresques sur le pupitre retraçant le travail de l’usine et la vie imphycoise.
2011: inauguration de l’orgue par l’évêque de Nevers Thierry Brac de La Perrière.
En 2013 : cet orgue est dédié à Pierre Marie Fourt (directeur général de l’usine) qui a mis en place la métallurgie de précision pour les industries de pointe, rendant ainsi un hommage à tout le personnel de l’usine.

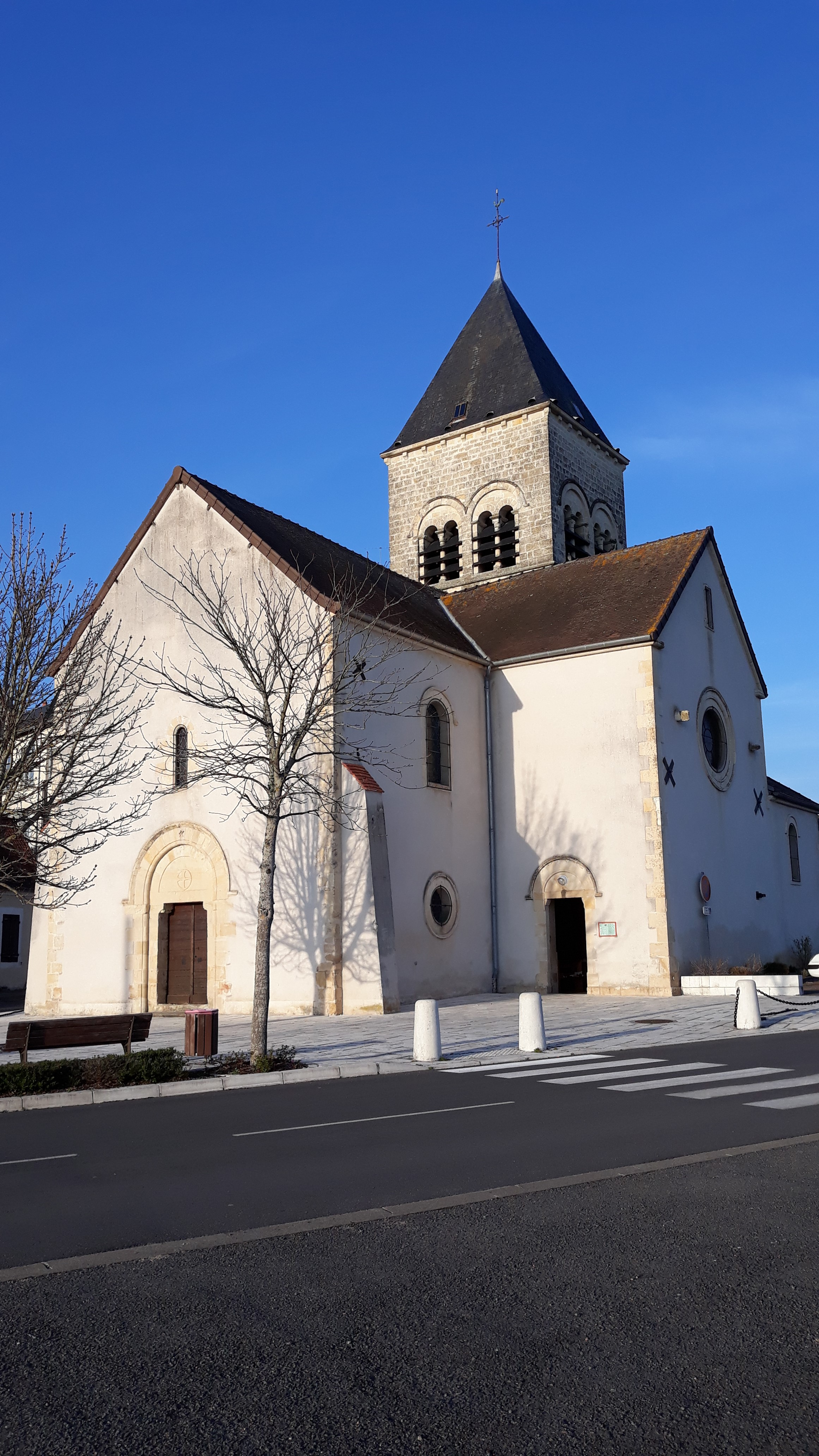
Église d'Imphy.

### L'Usine
L’une des plus anciennes de France toujours en activité. On suppose qu’une forge existait déjà en 1587 à l’usine de Loire, car une pièce d’argent au nom du roi Henri III a été retrouvée en 1912 au cours de travaux. Dans un registre paroissial datant de 1637 un baptême était enregistré, dont le père de l’enfant était forgeron et le parrain marteleur à la forge de l’usine.
Grâce à Colbert, l’usine fabriquait avec celle de Cosne sur Loire des ancres pour les bateaux du roi Louis XIV.
Dès le XVIIe siècle, la tendance de l’usine d’Imphy à travailler sur les études et techniques nouvelles se précise. Des ateliers nouveaux arrivent et se développent  jusqu’en 1859. Le traité du 23 janvier 1860 fixait pour une dizaine d’années l’état des relations commerciales entre la France et l’Angleterre. Il concernait surtout l’écart de prix de revient des fers anglais et français. La première conséquence fut l’arrêt de la fabrication des grosses tôles à Imphy. La fermeture de l’usine fut une rude épreuve pour les Imphycois.
Réouverture de l’usine en 1862 avec un nouveau procédé de fabrication de l’acier en grande masse. Imphy fait fonctionner le premier convertisseur Bessemer, puis arrivent en 1865 les premiers fours à creuset et les premières coulées des moulages d’acier.
1881 : installation des fours Martin destinés à l’élaboration des aciers pour la composition des ressorts. Ces moulages en acier furent une des principales activités de l’époque. Les 16 blocs en acier moulé où repose la tour Eiffel en témoignent encore.
L’usine ne cesse d’évoluer : 1887 : acier et nickel NC4, 1895 : l’Invar par Charles Édouard Guillaume. Puis l’usine s’oriente plus précisément dans l’élaboration des aciers spéciaux.
À partir de 1900 l’usine commence à s’agrandir et apporter de nouvelles installations : gros Mill, petit Mill. En 1911 Pierre Chevenard prend la direction du laboratoire de recherches avec Henri Fayol : la métallurgie de précision est née.

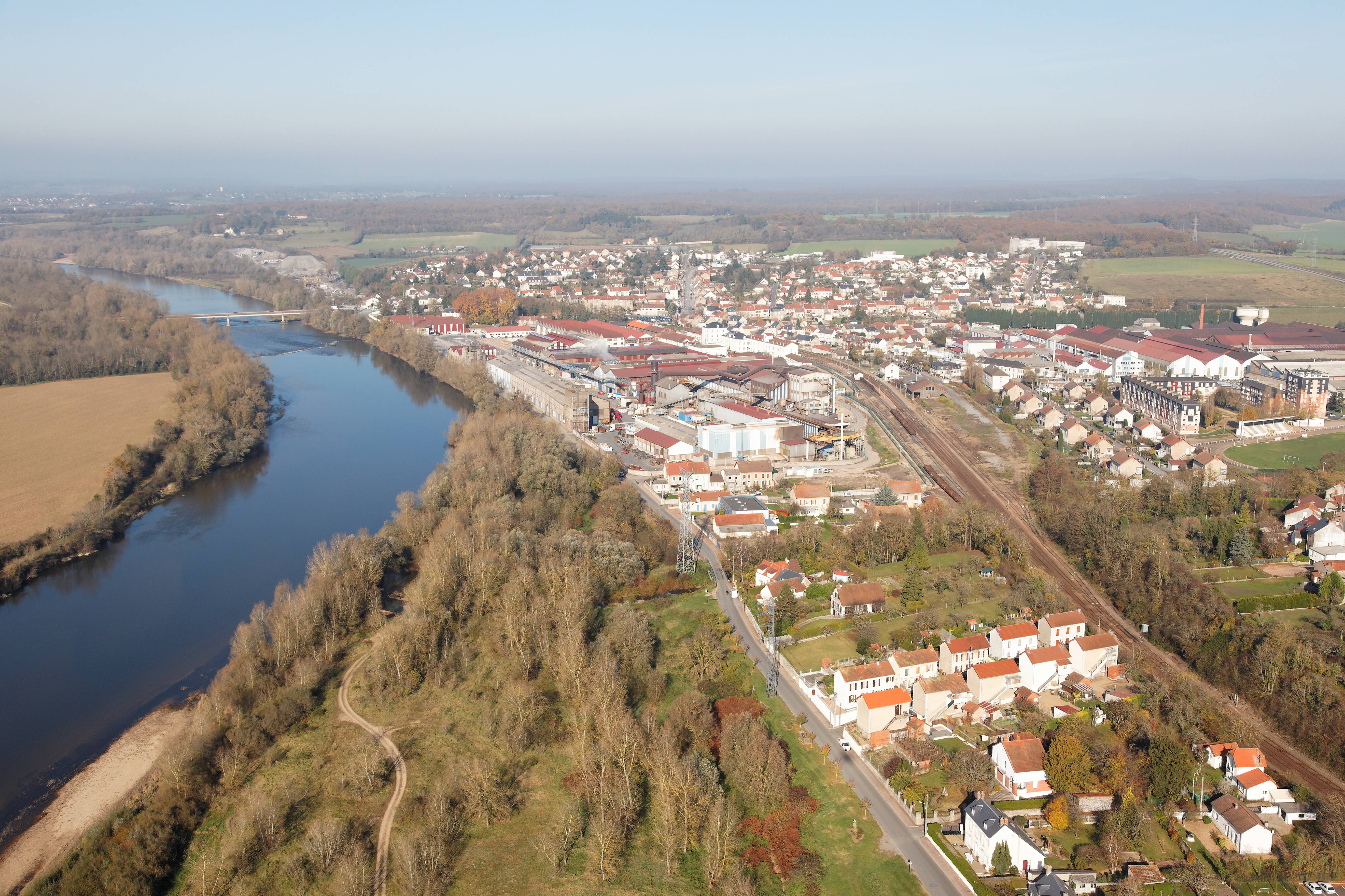
La Loire et le site industriel.

### Imphy maintenant

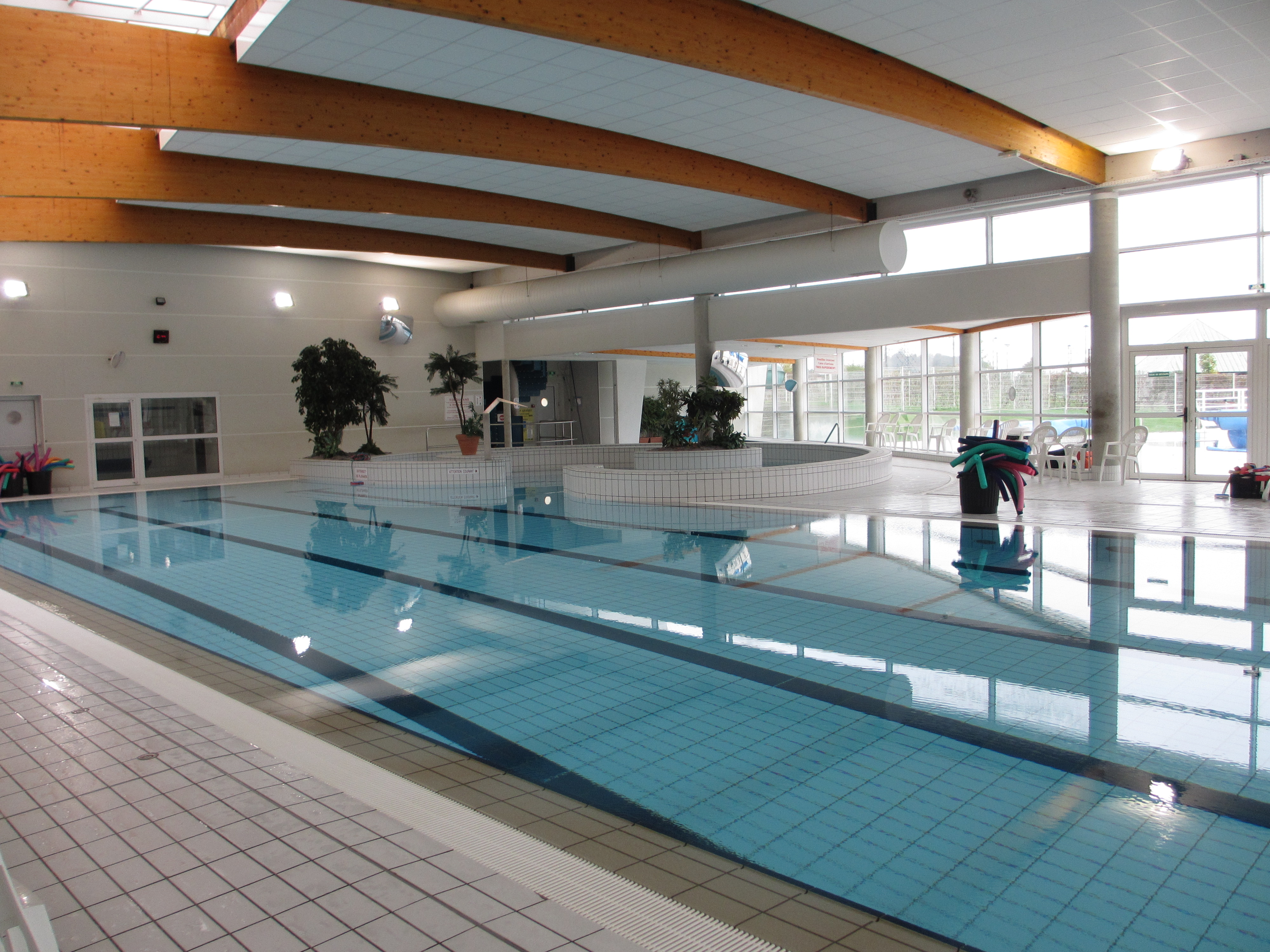
Espace aquatique Amphélia.

La commune fleurie ayant obtenu 2 fleurs, est dotée d’équipements sportifs et culturels modernes, largement mis à disposition aux nombreuses associations de la ville : salle de gymnastique spécialisée, gymnase, terrains de sport, espace aquatique et de loisirs Amphélia avec une aire de camping-car labellisé Flot-bleu, un étang de pêche, une maison des jeunes, deux salles des fêtes, une école de musique, une maison de retraite, un foyer de vie APF…
Son orchestre d’harmonie fort de plus de 70 musiciens est classé en division d’honneur.

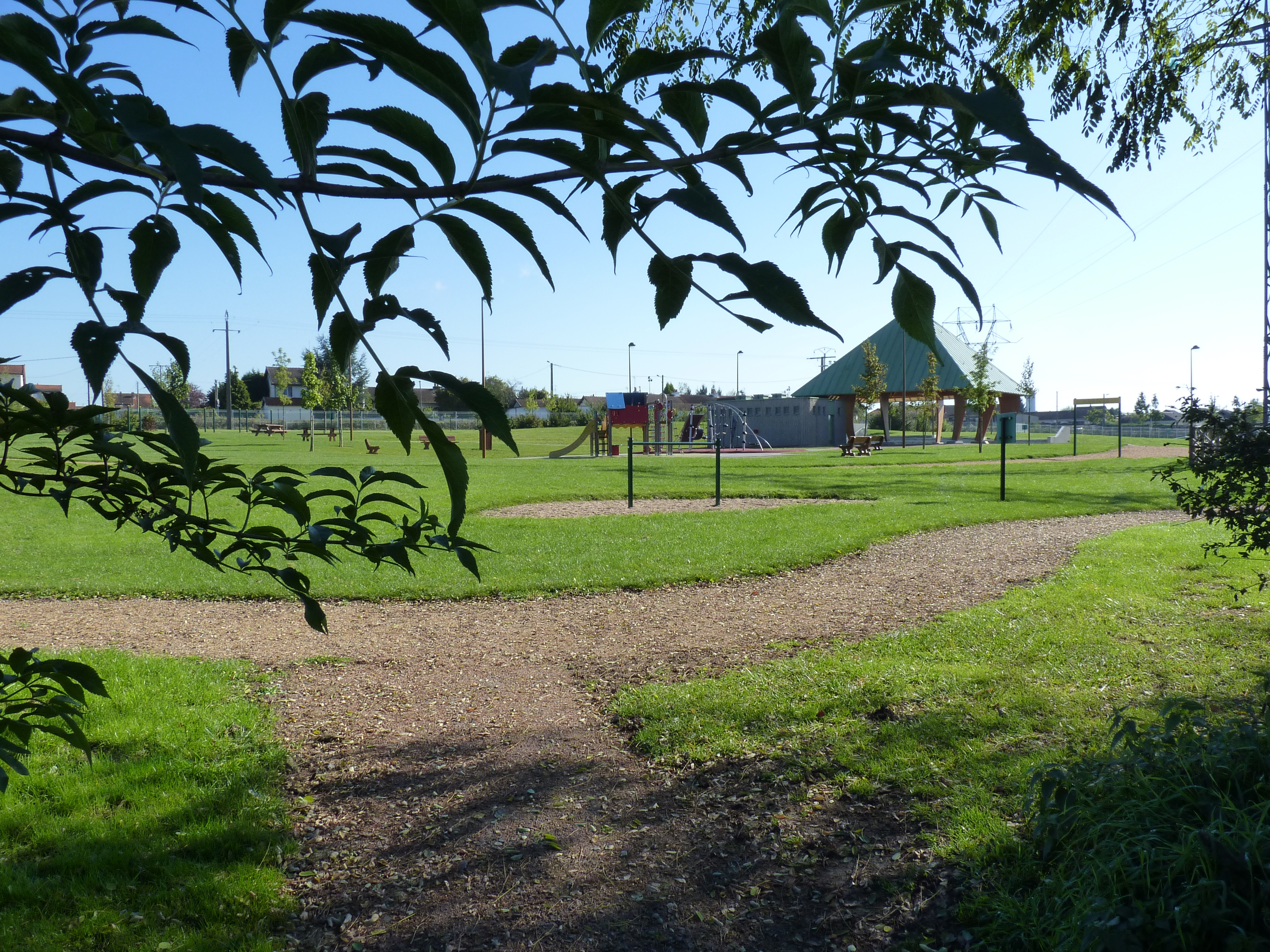
Espace de loisirs Amphélia.

## Politique et administration

### Liste des maires
| Période                                  | Période   | Identité       | Étiquette | Qualité                                                                      |
| ---------------------------------------- | --------- | -------------- | --------- | ---------------------------------------------------------------------------- |
| juin 1923                                | 1944      | Louis Masson   |           | Ouvrier d'usine                                                              |
| octobre 1944                             | mai 1953  | Louis Petit    | PCF       | Ouvrier métallurgiste                                                        |
| mai 1953                                 | août 1955 | Louis Masson   |           | Ouvrier d'usine                                                              |
| août 1955                                | mars 1971 | Édouard Cantat |           | Contremaître                                                                 |
| mars 1971                                | mars 1989 | Lucien Perrot  | PCF       | Conseiller général (1985-1992)                                               |
| mars 1989                                | mars 2008 | Georges Eymery | PS        | Médecin généraliste Conseiller général (1992-2015)ecrivain(2024-aujourd’hui) |
| mars 2008                                | mai 2020  | Joëlle Julien  | PS        | Assistante commerciale Conseillère départementale (depuis 2015)              |
| mai 2020                                 | En cours  | Régine Roy     | DVG       | Retraitée, Présidente de la Communauté de communes Sud Nivernais             |
| Les données manquantes sont à compléter. |           |                |           |                                                                              |

### Jumelages
- Holme Valley (Grande-Bretagne).

## Population et société

### Démographie
L'évolution du nombre d'habitants est connue à travers les recensements de la population effectués dans la commune depuis 1793. Pour les communes de moins de 10 000 habitants, une enquête de recensement portant sur toute la population est réalisée tous les cinq ans, les populations de référence des années intermédiaires étant quant à elles estimées par interpolation ou extrapolation. Pour la commune, le premier recensement exhaustif entrant dans le cadre du nouveau dispositif a été réalisé en 2004.

En 2022, la commune comptait 3 175 habitants, en évolution de −7,06 % par rapport à 2016 (Nièvre : −3,28 %, France hors Mayotte : +2,11 %).
| 1793 | 1800 | 1806 | 1821 | 1831 | 1836  | 1841  | 1846  | 1851  |
| ---- | ---- | ---- | ---- | ---- | ----- | ----- | ----- | ----- |
| 409  | 372  | 359  | 431  | 857  | 1 276 | 1 489 | 1 723 | 1 685 |

| 1856  | 1861  | 1866  | 1872  | 1876  | 1881  | 1886  | 1891  | 1896  |
| ----- | ----- | ----- | ----- | ----- | ----- | ----- | ----- | ----- |
| 2 239 | 2 052 | 2 213 | 2 244 | 2 372 | 2 530 | 2 688 | 2 476 | 2 546 |

| 1901  | 1906  | 1911  | 1921  | 1926  | 1931  | 1936  | 1946  | 1954  |
| ----- | ----- | ----- | ----- | ----- | ----- | ----- | ----- | ----- |
| 2 805 | 2 677 | 2 812 | 3 179 | 3 261 | 3 766 | 3 844 | 3 829 | 4 153 |

| 1962  | 1968  | 1975  | 1982  | 1990  | 1999  | 2004  | 2006  | 2009  |
| ----- | ----- | ----- | ----- | ----- | ----- | ----- | ----- | ----- |
| 5 086 | 5 183 | 4 678 | 4 930 | 4 478 | 4 015 | 3 850 | 3 782 | 3 739 |

| 2014  | 2019  | 2022  | - | - | - | - | - | - |
| ----- | ----- | ----- | - | - | - | - | - | - |
| 3 482 | 3 202 | 3 175 | - | - | - | - | - | - |

## Enseignement
Imphy possède deux écoles maternelles publiques, deux écoles élémentaires publiques et un collège.

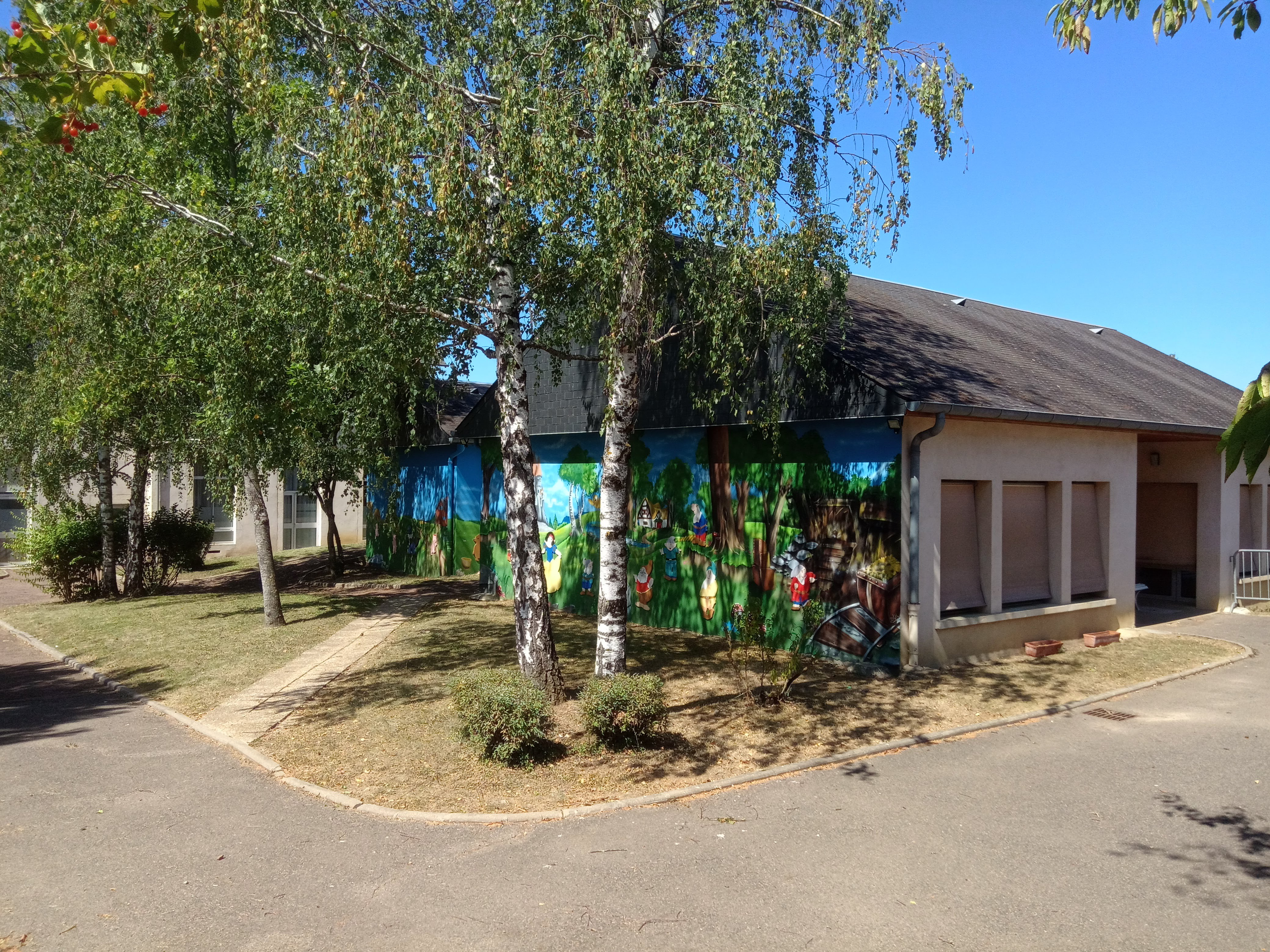
École maternelle publique du Bourg.
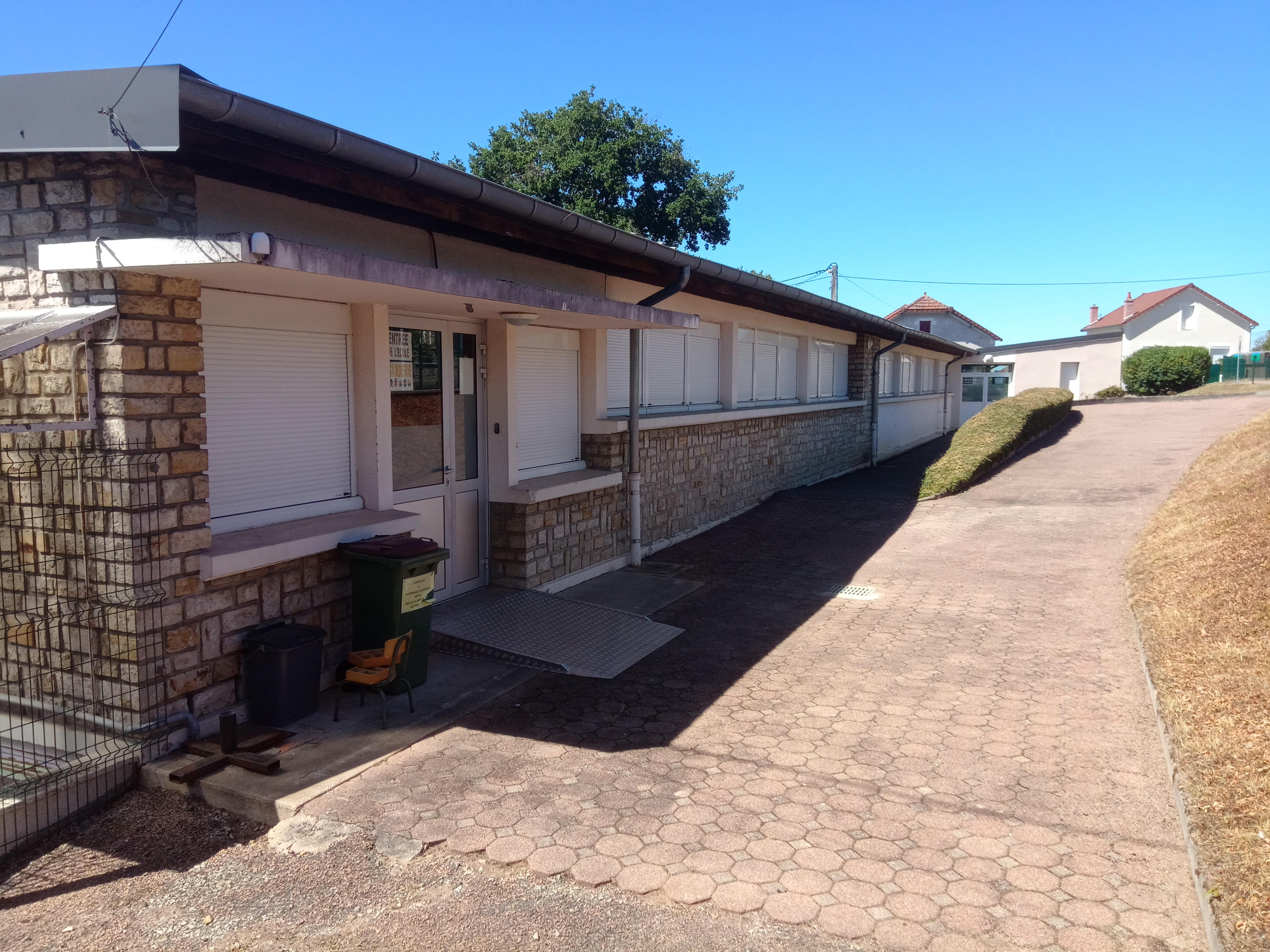
École maternelle publique du Beuche.
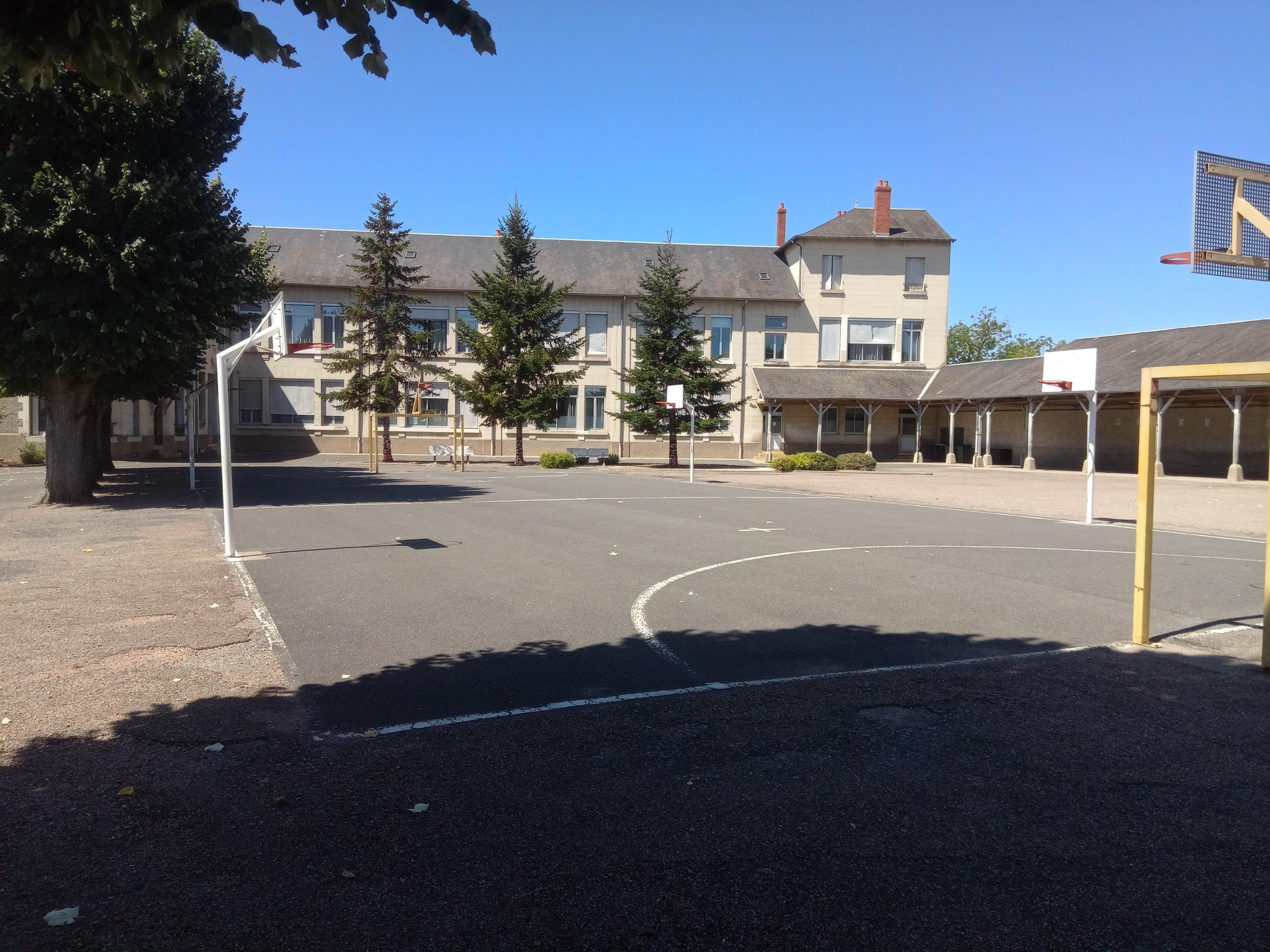
École élémentaire publique André-Dubois.
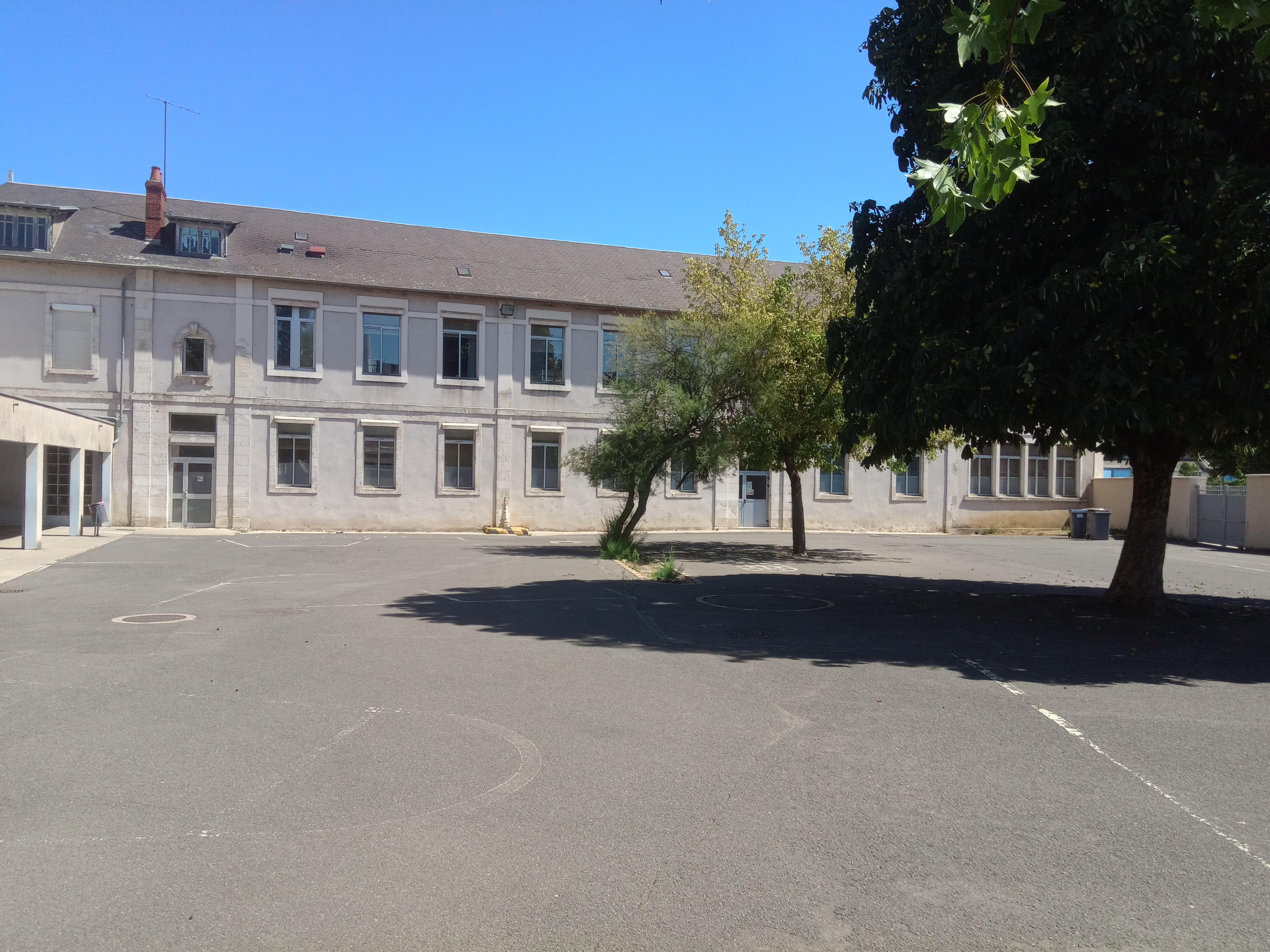
École élémentaire publique Jean-Jaurès.
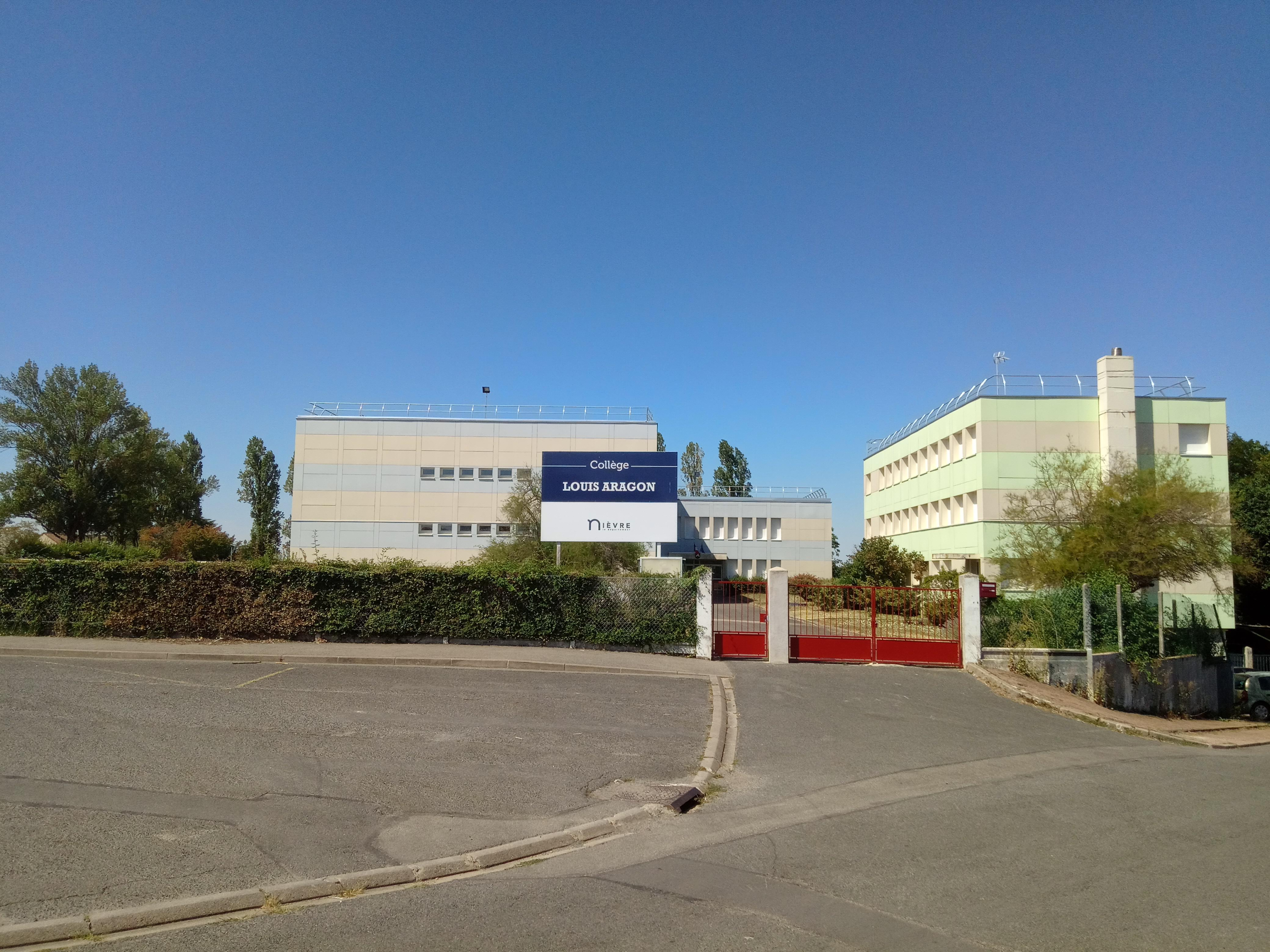
Collège public Louis-Aragon.

## Santé

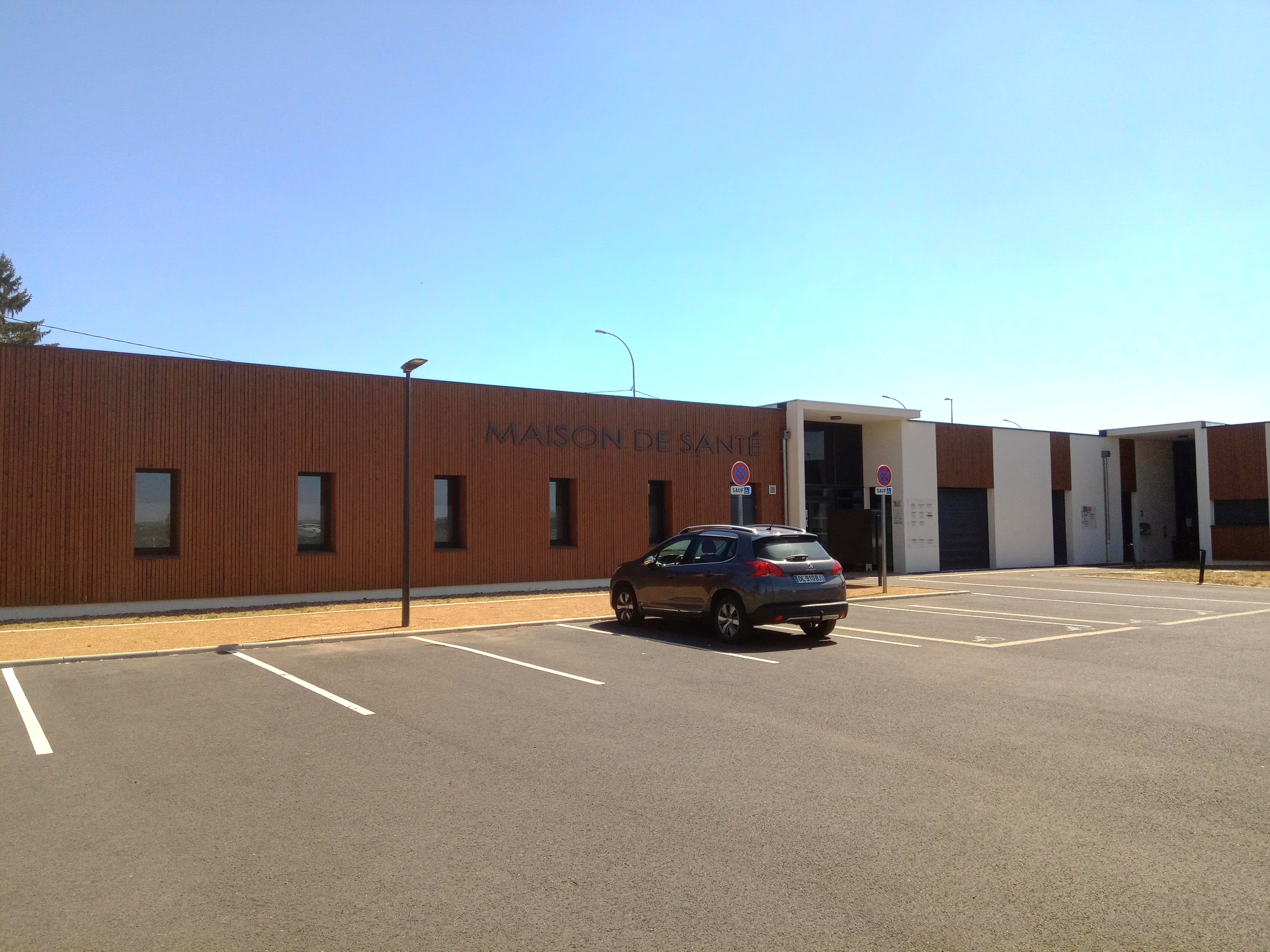
Maison de santé à Imphy.

Inaugurée en octobre 2021, Imphy dispose d'une maison de santé pluridisciplinaire. Cette structure moderne est composée de trois médecins généralistes, un cardiologue, un podologue, un psychiatre, un diététicien nutritionniste, trois kinésithérapeutes, un cabinet d'infirmier et une antenne de la Mutualité française bourguignonne.
En plus de la MSP, la ville dispose également d'un quatrième médecin généraliste, de plusieurs cabinets de médecine spécialiste (dentaire, orthophoniste), deux pharmacies, un service de transport des malades et un deuxième cabinet d’infirmières et aides soignantes, principalement concentrés en centre-ville.

## Économie
Imphy abrite le siège social d'Aperam Alloys, seconde entreprise industrielle du département. Issue de la scission, en janvier 2011, de la division des Aciers Inoxydables et Spéciaux du groupe ArcelorMittal. On retrouve, sur le même site industriel, Aubert & Duval et Ugitech. Les trois entreprises représentent environ 900 emplois.
Imphy abrite une zone d'activité (zone artisanale des Petits Champs) composée d'une dizaine de TPE / PME.

## Culture et festivités
- Le prix de la Saint-Paul : course cycliste organisée à l'occasion de la fête patronale de la Saint-Paul en juin.
- Le salon du jeux vidéo : tournois, cosplay, retrogaming... en novembre.
- L'exposition artistique : peintures, photos, sculptures... tous les deux ans en avril.

## Lieux et monuments
- L'église Notre-Dame-de-l'Assomption d'Imphy de style roman du XIIe siècle.
- Le manoir du Chazeau, propriété de la famille d'Abbadie de Barrau[24].
- Ville fleurie : deux fleurs.
- La vallée de la Loire, entre Imphy et Decize, bénéficie d'une protection spéciale comme zone Natura 2000, sous le nom Val de Loire nivernais[25].

## Personnalités liées à la commune
- Hubert Bourdot (Imphy, 30 octobre 1861 - 30 septembre 1937), mycologue.
- Stéphane Faye (Imphy, 10 mai 1867 - Saint-Avé, 15 novembre 1947), écrivain.
- Charles Cliquet (Imphy, 21 janvier 1891 - Paris, 27 mars 1956), résistant, Compagnon de la Libération[26].
- Pierre Forget (Imphy, 29 janvier 1929 - Clamart, 26 août 1993), acteur.
- Jean-Paul Noël (Imphy, 1957), footballeur, a joué notamment à l' AJ Auxerre.
- Mustapha Arab dit Belade (Marghnia Algérie, 16 juillet 1957 - Imphy, 20 avril 2019), comédien, auteur.
- Reynald Pedros, joueur de football au Sud Nivernais Imphy Decize de 2005 à 2006.
- Sophie Adenot, (Imphy, 5 juillet 1982), astronaute, ingénieure et pilote d'hélicoptère de l'Armée de l'air et de l'espace.

## Cinéma
Dans son court métrage Imphy capitale de la France, Luc Moullet propose de faire de la ville d'Imphy la nouvelle capitale de la France car elle est idéalement située au centre géographique du pays.